# Luiwagen

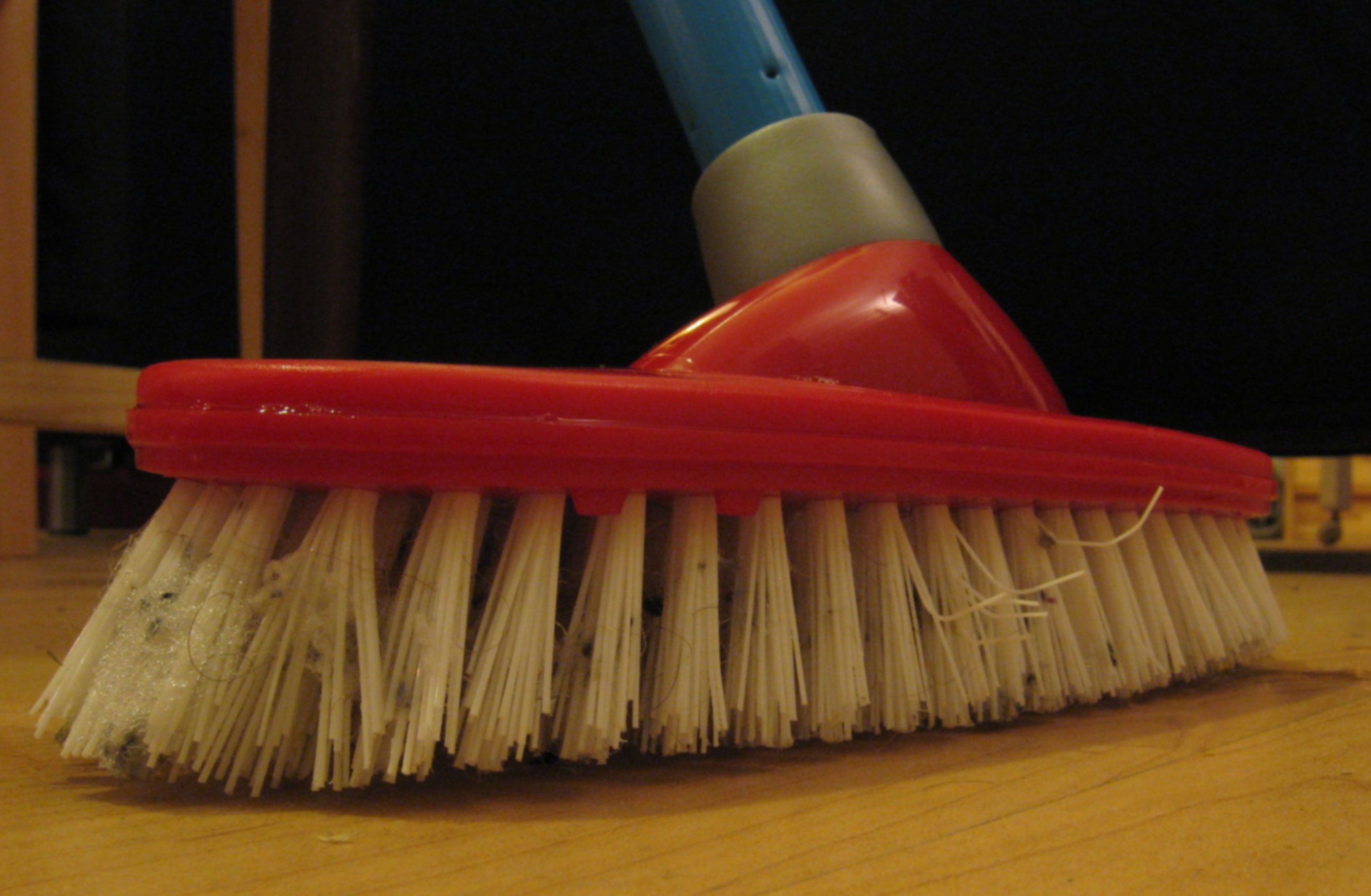
Een luiwagen

Een luiwagen is een schrobbezem waarmee vloeren met een harde bovenlaag met water en zeep schoon geboend kunnen worden.
De luiwagen is onder meer in de scheepvaart een begrip. Hij bestaat uit een borstel met half harde haren aan een lange steel. Door de druk die men tijdens het schrobben uitoefent wordt de oppervlakte iets vergroot, waardoor men beter in hoeken en langs randen kan schoonmaken.
De grootte van de borstel is gemiddeld 30 x 10 cm. Er zijn ook luiwagens met stalen haren en zachtere haren. De luiwagen met zachtere haren heeft een borstel met niet alleen naar beneden gerichte haren maar ook rondom naar de zijkanten. Deze uitvoering is vooral geschikt om tanks mee te boenen, waarbij men goed langs de spanten en tegen het onderdek kan schoonmaken. Een luiwagen is minder geschikt om vuil mee bijeen te vegen.